# Ra'As
Ra'As is een bestuurslaag in het regentschap Bangkalan van de provincie Oost-Java, Indonesië. Ra'As telt 644 inwoners (volkstelling 2010).